# Hans Albert

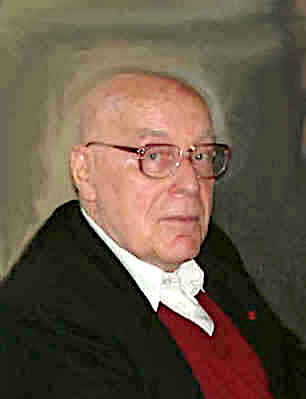
Hans Albert (2005)

Hans Albert (* 8. Februar 1921 in Köln; † 24. Oktober 2023) war ein deutscher Soziologe, Philosoph und Hochschullehrer.
Von 1963 bis 1989 war er Inhaber des Lehrstuhls für Soziologie und Wissenschaftslehre an der Universität Mannheim. Er gilt als ein Hauptvertreter des Kritischen Rationalismus. Er verfolgte die Ideen Karl Poppers und verfasste mit dem Traktat über kritische Vernunft ein Standardwerk der Erkenntnistheorie. Um sein Wirken zu ehren, wurde im Februar 2020 das Hans-Albert-Institut gegründet.

## Leben
Albert war Sohn eines Altphilologen und protestantischen Religionslehrers. Als Kind interessierte er sich sehr für Geschichte, las insbesondere Oswald Spengler und kriegswissenschaftliche Werke, da er Offizier werden wollte. Nach dem Abitur meldete sich Albert 1939 als Freiwilliger der Wehrmacht und kam zunächst zum Reichsarbeitsdienst, wo er zu Arbeiten am Westwall eingesetzt wurde. Anschließend kam er zur Artillerie, zunächst zur Reserve nach Wien und daraufhin zum Kampfeinsatz in Frankreich und Griechenland.
Nach US-amerikanischer Kriegsgefangenschaft nahm Albert 1946 ein Studium an der Universität zu Köln auf, zunächst mit dem Abschlussziel Diplom-Kaufmann. Seine erste Soziologie-Vorlesung hörte er bei Leopold von Wiese; bei diesem konnte er auch auf eigenen Wunsch über Politik und Wirtschaft als Gegenstände der politischen und ökonomischen Theorie seine Diplomarbeit schreiben und 1952 mit Rationalität und Existenz – Politische Arithmetik und politische Anthropologie promovieren.
Alberts Habilitationsschrift Nationalökonomie als Soziologie der kommerziellen Beziehungen wurde 1955 sowohl von René König wie auch vom Dekan der wirtschaftswissenschaftlichen Fakultät abgelehnt, weil seine Kritik angeblich weder Ökonomie noch Soziologie einwandfrei zuzuordnen war. Außerdem war Albert zuvor insgeheim als angebliches Mitglied der Kommunistischen Partei denunziert worden. Daraufhin habilitierte er sich 1957 in Köln mit einer Reihe von Aufsätzen für Sozialpolitik, da er Assistent Gerhard Weissers war, des Lehrstuhlinhabers für dieses Fach. Er hielt jedoch die Lehrveranstaltungen in Logik, Wissenschaftslehre und Kritik der Wohlfahrtsökonomie und publizierte seine Kritik der reinen Ökonomie.
1963 erhielt Albert einen Ruf an den neu geschaffenen Lehrstuhl für Soziologie und Wissenschaftslehre der damaligen Wirtschaftshochschule, heute Universität Mannheim. Er erhielt zwar mehrere Rufe an andere Universitäten, blieb jedoch bis zu seiner Emeritierung im Jahre 1989 in Mannheim.
Albert war Ehrendoktor der Universitäten Linz (1995), Athen (1997), Kassel (2000), Graz (2007) und Klagenfurt (2007) sowie gewähltes Mitglied der Academia Europaea (1989) und der Accademia delle Scienze di Torino (2006).
Albert war im Beirat der Giordano-Bruno-Stiftung.
Zu Alberts 99. Geburtstag wurde das Hans-Albert-Institut mit Sitz in Oberwesel eröffnet, ein Think-Tank zur Förderung des kritisch-rationalen Denkens in Politik, Wirtschaft und Gesellschaft.
Hans Albert verstarb am 24. Oktober 2023 im Alter von 102 Jahren.

## Wirken

### Überblick
In der Soziologie bzw. Ökonomie ist Albert insbesondere mit Beiträgen zur Marktsoziologie hervorgetreten. Dabei setzte er sich für die Einheit der Methode in Natur- und Sozialwissenschaften ein und plädierte ebenso für die Aufhebung der überlieferten Fachgrenzen zwischen Ökonomie, Soziologie, den Rechts- und übrigen Sozialwissenschaften. Die utilitaristische Theorietradition hielt er trotz all der von ihm selbst vorgebrachten Einwände für das interessantere Erkenntnisprogramm im Vergleich zu Funktionalismus oder dem Marxismus.
Albert war von instrumentalistisch-dezisionistischen Positionen, die er in seiner Dissertation noch aus Martin Heidegger und Hugo Dingler schöpfte, zur Rezeption von Victor Kraft und Karl Popper übergegangen, welch letzteren er anfänglich noch ebenfalls für einen Vertreter des logischen Positivismus hielt. Auf den Alpbacher Hochschulwochen lernte Albert 1955 Paul Feyerabend und 1958 dann Popper persönlich kennen. Als Vertreter des Kritischen Rationalismus nahm Albert schließlich im Oktober 1961 neben Popper als Gegenpart zu Theodor W. Adorno und Jürgen Habermas am so genannten Positivismusstreit teil, in dem indes keiner der Beteiligten eine positivistische Position im engeren Sinne vertrat. Albert fand es aber besonders ironisch, dass dort Habermas geradezu ähnliche Positionen vertrat, wie er sie selber früher vertreten, aber seither aufgegeben hatte. Eine seiner vielfach stark an Popper orientierten Hauptaussagen: Da die Vernunft fehlbar ist, müssen Theorien immer wieder der Kritik unterzogen werden.
Albert war Mitherausgeber der Zeitschrift Aufklärung und Kritik sowie Ehrenpräsident der Gesellschaft für kritische Philosophie Nürnberg. Des Weiteren war er wissenschaftlicher Beirat der Humanistischen Akademie Bayern sowie der Giordano-Bruno-Stiftung.

### Philosophie
In der Philosophie Alberts kommt der Erkenntnistheorie eine wesentliche Bedeutung zu. Zunächst die Ideen des Positivismus vertretend, sympathisierte er ab Mitte der 1950er Jahre mit dem Kritischen Rationalismus und entwickelte sich in Deutschland neben Karl Popper wohl zu dem bekanntesten Vertreter dieser philosophischen und wissenschaftstheoretischen Ansicht. Dementsprechend besagt eine grundlegende Annahme seiner philosophischen Auffassung, dass sich Behauptungen bzw. Aussagen (Propositionen) nie auf sichere Begründungen zurückführen ließen. Es sei unmöglich, für irgendeine Aussage eine Letztbegründung zu beanspruchen. Somit sei sicheres Wissen unmöglich.

„Alle Sicherheiten in der Erkenntnis sind selbstfabriziert und damit für die Erfassung der Wirklichkeit wertlos“

Den Thesen des klassischen Erkenntnisideals tritt Albert mit seiner Konzeption des Kritischen Rationalismus entgegen. Seine Ablehnung jeglicher Letztbegründungsansprüche entspringt den Schlussfolgerungen des sogenannten Münchhausen-Trilemmas. Albert stellt mit Hilfe dieses Trilemmas die These auf, dass jeder Versuch, eine Behauptung zu einer letztbegründeten und damit zweifelsfreien Wahrheit zu erheben, scheitern müsse. Somit widerspricht er dem klassischen Erkenntnisideal mit seinem Rekurs auf einen archimedischen Punkt, auf dem sichere Erkenntnis aufbauen kann. Nach Albert verliert sich jeder solche Letztbegründungsversuch in einer der Möglichkeiten des Münchhausen-Trilemmas. Diese sind:
1. Der infinite Regress: Jede Begründung erfordert ihrerseits eine Begründung.
2. Der Zirkelschluss: Es wird eine Behauptung über ein Phänomen aufgestellt, die in dem behaupteten Phänomen selbst schon enthalten ist. Zum Beispiel: Warum legen Hühner Eier? Weil sie Hühner sind. Und warum sind sie Hühner? Weil sie Eier legen.
3. Der willkürliche Abbruch des Begründungsverfahrens, d. h. ein Dogma wird aufgestellt.

Sollen bei der Zurückführung von Behauptungen auf ein sicheres Fundament der infinite Regress und der logische Zirkel vermieden werden, dann wird anhand des gerade erwähnten „Scheidungsbeispiels“ deutlich, dass der Abbruch des Begründungsverfahrens prinzipiell möglich und gangbar ist, weshalb er so oder ähnlich in der Praxis häufig angewandt wird. Der Abbruch des Begründungsverfahrens scheint ein festes Fundament des sicheren Wissens zu bieten, solange eine Behauptung gut genug gegen kritische Einwände immunisiert werden kann und damit zu einer absolut gültigen Behauptung erhoben wird, an der kein Zweifel möglich scheint oder gar nicht erst erlaubt sein soll. Doch ein solcher Abbruch der Begründungskette und die damit beabsichtigte Kritikimmunisierung ist nichts anderes als der Rekurs auf ein Dogma, das aufgestellt wird, um den Behauptungen das Risiko des Scheiterns an möglichen Einwänden zu nehmen. Dadurch bleibt der Akt der Willkür aber erhalten: Die Begründungskette wird an dem Punkt unterbrochen, der dem jeweils argumentierenden Menschen als genügend evident bzw. plausibel erscheint.
Albert schließt aus dem Münchhausen-Trilemma, nichts und niemand sei unfehlbar, vertritt also den Fallibilismus. Er versteht Aussagen über die Welt als stets vorläufige Setzungen. Diese können so lange als gültig angesehen werden, bis eine neue Theorie mit größerer Erklärungskraft entsteht, die die Welt umfassender und genauer beschreibt und größere Übereinstimmung mit anderen Theorien aufweist. Nach Albert kommt man der Wahrheit also durch Falsifikation, d. h. durch Prüfen und Verwerfen verschiedener Annahmen, nach und nach näher.
Alberts kritische Philosophie fasst sich selbst und damit auch seine eigenen Aussagen als Hypothese auf – eine Theorie, die sich der Kritik stellen muss, um durch das Entdecken von Fehlern und Irrtümern in unserem Erleben der Welt und unserem Nachdenken über dieselbe der vermuteten realen Existenzweise der Welt, und somit der Wahrheit dieser Welt, näher kommen zu können. Ein Zitat von Albert soll diese Zielsetzung verdeutlichen:

„Während der klassische Rationalismus gewisse Instanzen – die Vernunft oder die Sinne – zu epistemologischen Autoritäten erhob und sie dadurch unfehlbar und damit kritikimmun zu machen suchte, weil sonst das Ziel der sicheren Begründung nicht erreichbar erschien, kann der kritische Rationalismus keiner Instanz mehr Unfehlbarkeit und damit das Recht der Dogmatisierung bestimmter Problemlösungen zugestehen. Es gibt weder eine Problemlösung, noch eine für die Lösung bestimmter Probleme zuständige Instanz, die notwendigerweise von vornherein der Kritik entzogen sein müsste. Es kann sogar angenommen werden, dass Autoritäten, für die eine solche Kritikimmunität beansprucht wird, nicht selten deshalb auf diese Weise ausgezeichnet werden, weil ihre Problemlösungen wenig Aussicht haben würden, einer sonst möglichen Kritik standzuhalten. Je stärker ein solcher Anspruch betont wird, umso eher scheint der Verdacht gerechtfertigt zu sein, dass hinter diesem Anspruch die Angst vor der Aufdeckung von Irrtümern, das heißt also: die Angst vor der Wahrheit steht.“

Albert setzte sich auch mit der Kritischen Psychologie Klaus Holzkamps auseinander.

### Religionskritik
„Religion kann definiert werden als […] der Glaube an numinose Wesenheiten personalen oder impersonalen Charakters – Götter, Geister, Dämonen, Engel oder göttliche Mächte –, die bestimmte Eigenschaften und Wirkungsmöglichkeiten haben und daher für das Schicksal der Menschen und damit auch für ihr Heil von Bedeutung sind, und […] eine damit verbundene Praxis der Mitglieder der betreffenden Gruppen, die geeignet ist, der Macht dieser Wesenheiten Rechnung zu tragen und sie im Sinne des eigenen Heils zu beeinflussen, also eine Kultur, die durch Heilstechnologie geprägt ist.“
Albert, der sich selbst als dezidierten Atheisten sah, hat alle Formen des religiösen Glaubens und die real existierenden Religionen, insbesondere den Katholizismus, immer wieder scharf kritisiert. Er wandte sich dabei ausdrücklich auch gegen liberale Theologen wie Rudolf Bultmann und Hans Küng. Gegen diese argumentierte er in erster Linie, dass die christliche Theologie keineswegs ohne Weiteres mit den Erkenntnissen der modernen Naturwissenschaft vereinbar sei und vor allem auch logische Inkonsistenzen aufweise (z. B. das Theodizeeproblem). Die hier von Theologen und Philosophen diskutierten Auflösungsversuche hielt er für nicht stichhaltig.
Gegen den offiziellen Katholizismus machte Albert auch erhebliche ethische Einwände geltend: Er kritisierte hier einerseits Intoleranz und Autoritätsdenken, andererseits den Vergeltungsgedanken, der sich in den Vorstellungen von Höllenstrafen ohne jede Aussicht auf Gnade zeige. Er kritisierte auch die Verteidigung religiöser Glaubenssysteme durch seinen alten Kontrahenten Jürgen Habermas, der damit der Aufklärung in den Rücken gefallen sei.

## Auszeichnungen
- Eisernes Kreuz 2. Klasse
- 1976: Ernst-Hellmut-Vits-Preis
- 1984: Arthur-Burkhardt-Preis
- 1994: Ehrenkreuz für Kunst und Wissenschaft I. Klasse der Republik Österreich
- 2007: Ehrendoktorat der Universität Klagenfurt
- 2008: Bundesverdienstkreuz (I. Klasse)

## Schriften
- 1968 Traktat über kritische Vernunft, Mohr Siebeck, Tübingen; 5., verb. & erw. Auflage 1991, ISBN 3-8252-1609-8. (1992, ISBN 3-16-145721-8)
- 1969 (mit Adorno, Dahrendorf, Habermas, Pilot und Popper): Der Positivismusstreit in der deutschen Soziologie, Luchterhand, Neuwied & Berlin; 8. Auflage 1980.
- 1973 Theologische Holzwege. Gerhard Ebeling und der rechte Gebrauch der Vernunft, Mohr Siebeck, Tübingen, ISBN 3-16-534911-8.
- 1975 Transzendentale Träumereien, Hoffmann & Campe, ISBN 3-455-09167-9, aktuelle Ausgabe Teil von Kritik des transzendentalen Denkens.
- 1977 Kritische Vernunft und menschliche Praxis (mit autobiographischer Einleitung), Reclam, Stuttgart; Universalbibliothek N. 9874, 2. Ausgabe, durchgesehen und ergänzt, 1984.
- 1978 Traktat über rationale Praxis, Mohr Siebeck, Tübingen, ISBN 978-3-16-840842-0.
- 1979 Das Elend der Theologie. Kritische Auseinandersetzung mit Hans Küng. Hoffmann & Campe, ISBN 3-455-08853-8; erweiterte Neuauflage Alibri, Aschaffenburg 2005, ISBN 3-86569-001-7; 3., erweiterte Auflage ebenda 2012, ISBN 978-3-86569-111-8.
- 1982 Die Wissenschaft und die Fehlbarkeit der Vernunft, Mohr Siebeck, Tübingen.
- 1987 Kritik der reinen Erkenntnislehre. Das Erkenntnisproblem in realistischer Perspektive, Mohr Siebeck, Tübingen.
- 1994 Kritik der reinen Hermeneutik. Der Antirealismus und das Problem des Verstehens, Mohr Siebeck, Tübingen.
- 1994 Einführung in den kritischen Rationalismus, Vorlesung Cassettenedition (neun Tonbandkassetten mit einer Begleitschrift von H. G. Ruß), Carl Auer, Heidelberg.
- 2000 Kritischer Rationalismus, Mohr Siebeck, Tübingen (UTB 2138).
- 2001 Hans Albert. Lesebuch, Mohr Siebeck UTB, Tübingen (Aufsatzsammlung, Liste der Publikationen).
- 2003 Kritik des transzendentalen Denkens, Mohr Siebeck, Tübingen, ISBN 978-3-16-148197-0.
- 2005 Hans Albert & Karl R. Popper: Briefwechsel, hrsg. v. Martin Morgenstern und Robert Zimmer, Fischer, Frankfurt am Main, ISBN 3-596-16586-5.
- 2007 In Kontroversen verstrickt. Vom Kulturpessimismus zum kritischen Rationalismus, Lit, Münster, ISBN 3-8258-0433-X.
- 2008 Joseph Ratzingers Rettung des Christentums: Beschränkungen des Vernunftgebrauchs im Dienste des religiösen Glaubens, Alibri, Aschaffenburg, ISBN 3-86569-037-8.
- 2008 (mit Paul Feyerabend): Briefwechsel, Bd. I: 1958–1971, hrsg. v. Wilhelm Baum, Kitab Vlg., Klagenfurt/Wien 2008.
- 2009 (mit Paul Feyerabend): Briefwechsel, Bd. II: 1972-1986, hrsg. v. Wilhelm Baum u. Michael Mühlmann, Kitab, Klagenfurt / Wien, ISBN 978-3-902585-27-1.
- 2011 Kritische Vernunft und rationale Praxis, Mohr Siebeck, Tübingen, ISBN 978-3-16-150624-6.
- 2011 Gespräche mit Hans Albert, hrsg. von Robert Zimmer und Martin Morgenstern, Lit, Münster, ISBN 978-3-643-10957-6.
- 2012 Macht und Gesetz. Grundprobleme der Politik und der Ökonomik, Mohr Siebeck, Tübingen, ISBN 978-3-16-151846-1.
- 2013 Kritik des theologischen Denkens, Reihe: Aufklärung, Band 2, LIT Verlag, Berlin, ISBN 978-3-643-12153-0.
- 2014 Nationalökonomie als Soziologie der kommerziellen Beziehungen, Mohr Siebeck, Tübingen, ISBN 978-3-16-152775-3.
- 2017 Zur Analyse und Kritik der Religionen, Alibri, Aschaffenburg, ISBN 978-3-86569-270-2.

## Übersetzungen
Alan Musgrave: Alltagswissen, Wissenschaft und Skeptizismus. (mit Gretl Albert) Mohr Siebeck UTB, Tübingen 1993, ISBN 3-8252-1740-X.

## Essays und Gespräche
- Claus Grossner: Kritischer Rationalismus und Dialektik der Revolution – Gespräch mit Hans Albert in Heidelberg. In: Verfall der Philosophie, Reinbek 1971, S. 183–198.
- Lothar Fritze: Gespräch mit Hans Albert. In: Sinn und Form 3/1992, S. 380–390.